# Totești, Hunedoara
Totești este satul de reședință al comunei cu același nume din județul Hunedoara, Transilvania, România.